# Tish

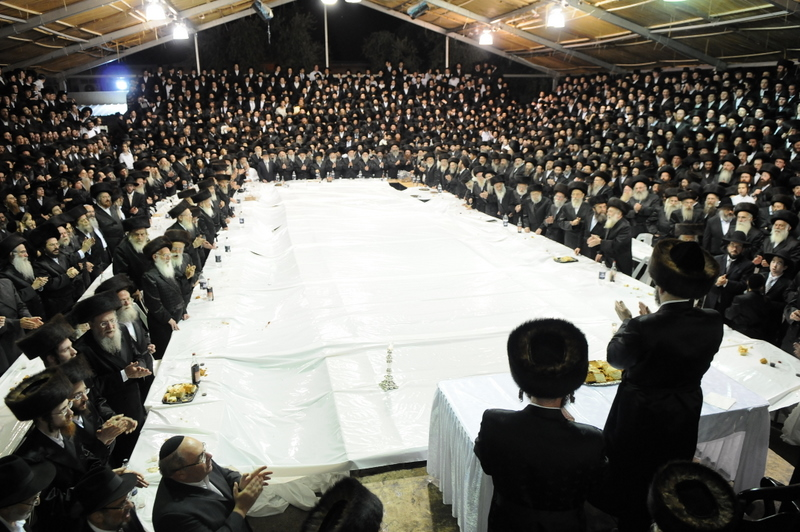
Tish della comunità Boyan, durante il Sukkot 2009

Tish (in yiddish טיש‎?, plur. טישין, tishen, letteralmente: "tavolo/a"), scritto anche tisch, è un raduno di chassidim intorno al loro Rebbe. Consiste di discorsi su argomenti della Torah, canti di melodie conosciute col titolo di niggunim (sing. niggun) e zemirot ("inni"), insieme a rinfreschi vari. I chassidim lo considerano un momento di grande santità, spesso celebrato anche con ospiti non chassidici.
Nell'ambito del Chassidismo ebraico, tish si riferisce ad una qualsiasi celebrazione pubblica o raduno o del loro Rebbe. Tale raduno è spesso citato in ebraico come un Arichat HaShulchan (עריכת השולחן), "apparecchiare la tavola". A volte è usato anche il termine "Shabbos tish" in yiddish, con riferimento al pasto dello Shabbat in famiglia.
Durante un tish, il Rebbe siede a capotavola e gli altri chassidim intorno a lui. Nelle maggiori congregazioni chassidiche, soli il rebbe ed i famigliari più stretti, oltre ad alcuni discepoli, consumano il pasto, tuttavia piccole porzioni di pane, carne, pesce, pollame, farfel, kugel, o frutta, come anche coppe di vino kosher o altre bevande, vengono distribuite a tutti gli astanti come shiyarim (שיריים, "rimanenze").

## Ricorrenze
Un tish viene organizzato anche ai pasti in onore dello Shabbat, altre Festività ebraiche, yahrzeit ("memoriali annuali") per rebbe passati della stessa dinastia, come pasti di ringraziamento (seudas hoda'ah) a Dio per grazie ricevute (come per esempio essere scampati all'imprigionamento o alla Shoah), o qualche altra mitzvah.
Tishen sono anche tenuti in feste minori come Lag Ba'omer, Hanukkah, Purim, Tu Bishvat, giorni minori (Chol haMoed) delle maggiori festività come Sukkot e Pesach, e prima e dopo il digiuno dello Yom Kippur.
La natura del tish differisce da gruppo a gruppo ma durante la celebrazione tutti i chassidim osservano attentamente e silenziosamente il proprio rebbe che consuma il pasto e attendono con entusiasmo che egli distribuisca gli shirayim ("rimanenze/avanzi"), cotti insieme al cibo del rebbe, credendo sia grande merito (zechus) mangiare qualcosa degli avanzi di un pasto di zaddiq. Molti chassidim affermano che possano avvenire miracoli per chi ha il merito di condividere i shirayim, come per esempio la cura di malanni, o benedizioni di prosperità e pace.
Inni chassidici, o niggunim (ניגונים), vengono cantati con gioia o solenne raccoglimento. Il rebbe a volte insegna parole della Torah, spesso brani mistici da Midrash, Zohar e Qabbalah, durante lo svolgimento del tish. Racconta anche storie chassidiche, parabole e tradizioni; espone commentari religiosi su avvenimenti correnti e sulla politica in generale.
Il tish può variare da poche decine a migliaia di persone: grandi tishen vengono di solito tenuti in sale speciali di sedi chassidiche centrali. A volte vengono organizzati nella sinagoga principale. Durante le festività ebraiche, quando migliaia di chassidim che vivono in altre città o nazioni vengono a pregare e a visitare il proprio Rebbe e si uniscono agli altri fedeli che gli abitano vicino, la celebrazione diventa molto affollata e quindi è tenuta in una spaziosa struttura temporanea. Queste occasioni sono comunque aperte al pubblico.

## Farbrengen
Tra i chassidim Chabad viene celebrato un raduno noto come Farbrengen (in ebraico פארברענגען‎?, "raduno" in yiddish), simile al tish. Il Farbrengen può essere celebrato in presenza di un Rebbe o anche senza di lui, e persino con pochi partecipanti. Al Farbrengen, generalmente non vengono cantati zemirot (eccetto gli zemirot dell'Arizal durante il pasto dello Shabbat), ma solo niggunim.